# Jorgenia luteophila
Jorgenia luteophila is een tweekleppigensoort uit de familie van de Lucinidae. De wetenschappelijke naam van de soort is voor het eerst geldig gepubliceerd in 2009 door Taylor & Glover.